# Елисей Лавришевский
Елисей Ла́вришевский (? — 23 октября 1250) — основатель и первый настоятель Лавришевского монастыря близ города Новогрудка в Белоруссии. Причислен к лику святых Русской церкви в 1514 году. День памяти — 23 октября (5 ноября).

## Биография
Согласно существовавшему, но утраченному жизнеописанию святого на славянском языке, которое кратко пересказано в издании 1650 года, Елисей, возможно, был сыном литовского князя Тройдена — великого князя ВКЛ 1270—1282 годов. (В XIX веке отцовство стали приписывать великому князю ВКЛ 1263—1264 годов Тройнату, эта неточность встречается и в современных публикациях.) Елисей занимал высокую должность при дворе великого князя литовского, вероятно, Миндовга — основателя Великого княжества Литовского. В те времена население Литвы и части современной Беларуси было языческим. Елисей с юности невзлюбил суету будничной жизни. Приняв Святое Крещение, он оставил княжеский двор и удалился в глухое безлюдное место в излучине на левом берегу реки Неман. Здесь его нашёл православный монах (по преданию, его звали Григорий). Вместе с ним Елисей около 1225 года основал монастырь. Весть о новой обители, носившей, подобно многим мужским монастырям, имя Пресвятой Богородицы, разнеслась по окрестности. И вскоре число братии возросло.
В числе насельников 3 года пребывал и князь Войшелк (сын князя Миндовга). Затем он отправился в паломничество на Святую гору Афон, но возвратился из Болгарии, где шла война. Вместе с несколькими монахами Войшелк основал собственный монастырь также на берегу Немана. Однако вскоре он покинул обитель, чтобы покарать убийц своего отца Миндовга. В те времена князья убивали друг друга и многие сами погибали от рук слуг-изменников или нанятых убийц. Именно в эти кровавые времена настоятель Елисей был убит своим питомцем, бесноватым юношей-слугой. Произошло это в ночь на 23 октября, около 1250 года. Вот, собственно, и всё, что известно о жизни св. Елисея Лавришевского.

### Княжеское происхождение
Многие исследователи полагают, что преподобный Елисей был выходцем из княжеского рода и, возможно, его языческое имя было Ролмунт (Рымонт). В летописи «Хроника Быховца» (созданной в 1550—1570-х годах) говорится:

«Тройден женился на дочери князя мазовецкого и имел от неё сына, названного Рымонтом. И когда сын его Рымонт вырос до определённых лет, отец его Тройден отдал его для обучения языка русского ко Льву Мстиславичу, который заложил город во имя своё Львов. И, живя у князя Льва, Рымонт научился языку русскому, и понравилась ему вера христианская, и, крестившись, [он] понял, что этот мир ничего не значит, и, оставив мир, постригся в чернецы [монахи], и назван был именем Лавр [Ławrasz]. И, будучи в чернецах, пришёл к дяде своему Наримонту и просил его, чтобы дал ему в Новгородском [Новогрудском] повете место в пуще около реки Немана, где бы себе монастырь построить. И поставил сперва церковь Святого Воскресения; и оттого названный Лавришев монастырь. И находился в монастыре, когда дядя, великий князь Наримонт, умер».— Хроника Быховца

## Канонизация
После убийства св. Елисея его мощи промыслом Божиим были прославлены чудотворениями и помогали большей частью страждующим от беснования. Даже бесноватый юноша-слуга исцелился, прикоснувшись к мощам святого Елисея.
Около 1505 года крымские татары совершили очередной набег на земли современной Беларуси. Враги, опустошив многие поселения, в том числе и окрестности Новогрудка, приблизились к Лавришевскому монастырю. Казалось, никто и ничто не остановит кочевников, жаждущих наживы. Но Господь явил чудо через угодника Елисея: татарам показалось, что монастырский двор заполнен отборной конницей, готовой ринуться в бой, и враг в ужасе бросился бежать.
Возможно, это событие и стало поводом для канонизации преподобного Елисея митрополитом Иосифом II Солтаном (1507—1522 гг.) на Виленском Соборе в 1514 году. Мощи святого ранее почивали открыто, но во время одной из многочисленных войн на многострадальной земле белорусской они были сокрыты в землю. А после того, как сам Лавришевский монастырь был сожжён в годы Первой мировой войны, они уже не найдены.
Ныне древнейшая на земле Белоруссии обитель, получившая название Свято-Елисеевский Лавришевский монастырь, возрождается.
Тропарь преподобному Елисею Лавришевскому и свт. Лаврентию, затворнику Печерскому, еп. Туровскому, в Ближних пещерах, глас 3:

Преподобие отче наш Елисее, / с Лаврентием чудным подвизался еси, учителю своему подражая, / земную славу и честь стопам Христа повергли есте, / тем же Господь увенча вас / нетленным венцем славы Своея.